# اوروخ
اوروخ (به لاتین: Urukh) یک رود در روسیه است که در اوستیای شمالی-آلانیا واقع شده‌است.